# 와쳐
《와쳐》(Watcher)는 대한민국 최초로 발매된  Android OS, iOS 스마트폰 전용 선택지형 비주얼노벨 게임으로 2011년 8월 15일부터 상용화되었다. 스튜디오 아인스와 나노엔터테인먼트에서 함께 개발했으며《와쳐 Monster》가 개발중이다.

《와쳐 M2 Intro》부터는 스튜디오 아인스가 직접 서비스한다.

## 등장인물
- K17
- 연 (K10)
- 리나 (K16)
- 유진
- 노을 (N)
- 원장
- 인호
- 미우(새디)
- 레스
- 디콘
- 지나(아야)
- 국화
- 상담사 (아라)
- 제이
- 미소(K14)
- 림
- 진

## 작품 목록

### 본편
- 《와쳐 Intro》
- 《와쳐 Dayfly》
- 《와쳐 Inverse》
- 《와쳐 Idol Intro》
- 《와쳐 Idol》
- 《와쳐 M》
- 《와쳐 M2 Intro》
- 《와쳐 M2》
- 《와쳐 M3》

### 본편 외전
《와쳐 IF》는 《와쳐 Inverse》에서 갈라지는 스핀오프 외전이다.
- 《와쳐 IF EP 1-그대를 위한 나라는 없다》
- 《와쳐 IF EP 2-취생몽사》
- 《와쳐 IF EP 2.5-reincarnation》
- 《와쳐 IF EP 3-DOLLS》

### 외전
《와쳐 Faker》는 본편 스토리와는 상관없는 스핀오프 작품이다.
- 《와쳐 Faker 1&2》
- 《와쳐 Faker 3》
- 《와쳐 Faker 4》
- 《와쳐 Faker 5》
- 《와쳐 Faker 6》
- 《와쳐 Faker 7》

## 같이 보기
링커 (게임)

## 인용
1. ↑  http://www.inven.co.kr/webzine/news/?news=38100
2. ↑  http://www.gamemeca.com/news/news_view.html?seq=14&ymd=20111220&page=1&point_ck=&search_ym=&sort_type=&search_text=&send=&mission_num=&mission_seq=